# Nimritz

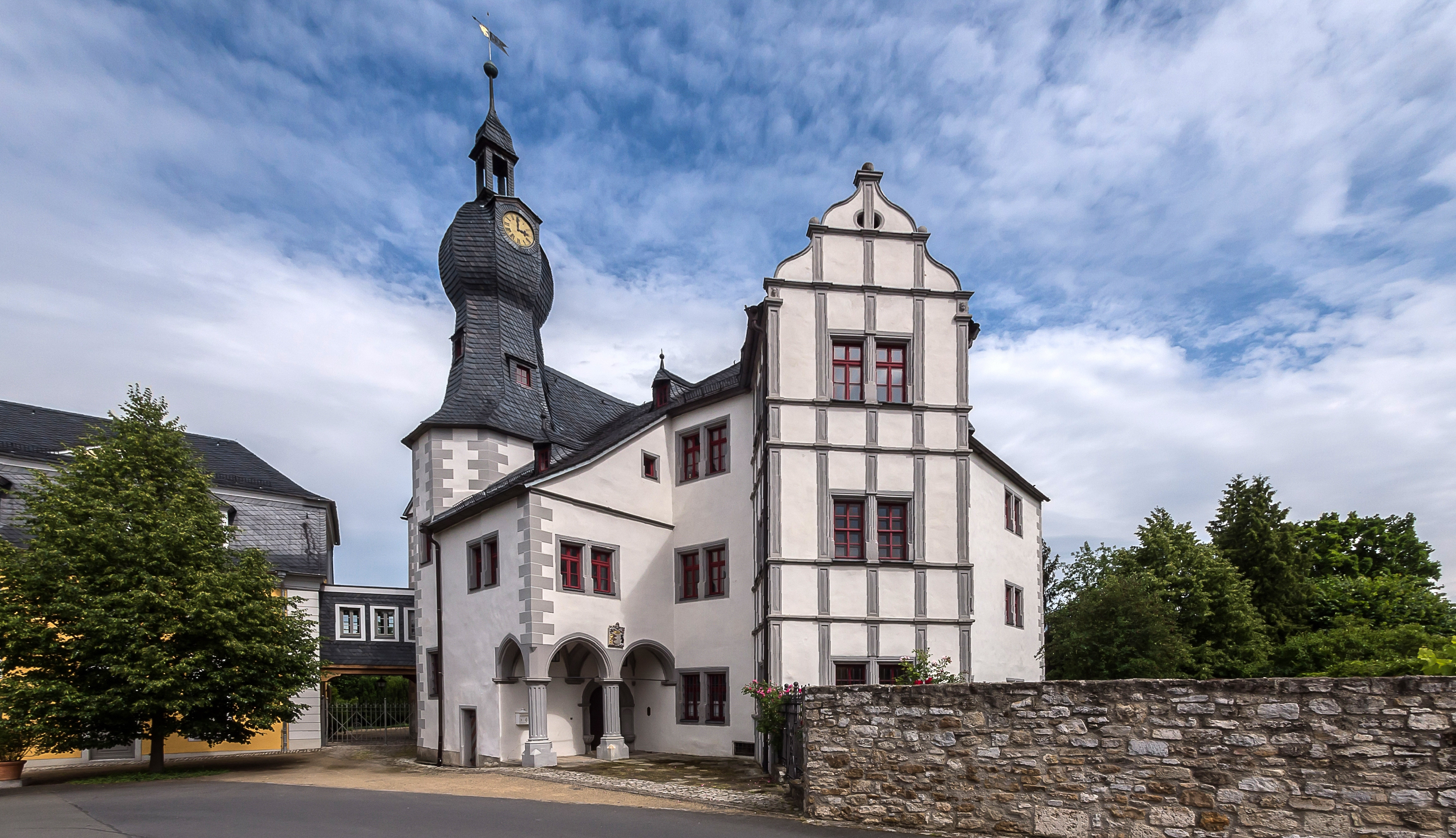
Schloss Nimritz

Nimritz ist eine Gemeinde in der Verwaltungsgemeinschaft Oppurg im thüringischen Saale-Orla-Kreis.

## Geografie
Nimritz liegt südwestlich von Oppurg und südlich der Bundesstraße 281 von Gera nach Saalfeld und auch südlich der Bahnstrecke zwischen beiden Städten. Die Flur der Gemeinde Nimritz liegt an einem flachen Nordhang, der von zerklüfteten Erosionsrinnen und einem Bachlauf durchzogen ist. Es ist der Übergang des Südostthüringer Schiefergebirges zur Orlasenke.

## Geschichte
Nimritz wurde im Dezember 1074 erstmals urkundlich erwähnt.
Im 13. Jahrhundert wurde ein Ministerialengeschlecht von Nimritz erwähnt, das in Gefolgschaft der Orlamünder Grafen stand und später wettinischer Lehensträger wurde. 1383 war die Burg im Besitz der Herren von Beulwitz und im 16. Jahrhundert waren die Herren von Etzdorf Eigner. Das gotische Gebäude wurde 1560 umgebaut und im 17. und 18. Jahrhundert erweitert.
Die Freiwillige Feuerwehr Nimritz wurde im Herbst 1883 gegründet.

### Einwohnerentwicklung
Entwicklung der Einwohnerzahl (Stand jeweils 31. Dezember):
| - 1994: 291 - 1995: 296 - 1996: 319 - 1997: 342 - 1998: 344 - 1999: 335 | - 2000: 340 - 2001: 332 - 2002: 331 - 2003: 336 - 2004: 335 - 2005: 332 | - 2006: 326 - 2007: 321 - 2008: 324 - 2009: 317 - 2010: 344 - 2011: 337 | - 2012: 333 - 2013: 331 - 2014: 326 - 2015: 329 - 2016: 324 - 2017: 316 | - 2018: 327 - 2019: 315 - 2020: 323 - 2021: 324 - 2022: 336 - 2023: 349 |

Datenquelle: Thüringer Landesamt für Statistik

## Sehenswürdigkeiten
- Ein markantes Gebäude der Gemeinde ist Schloss Nimritz, das einst eine Wasserburg war. Es handelt sich um ein mehrgliedriges Renaissanceschloss mit Turm und einen barocken Anbau. Bis 1945 gehörte es den Beust-Nimritz. 1946 brach man einen Teil mit dem Turm ab.[4][5] Das Schloss ist inzwischen wieder in Privatbesitz, der Bauunternehmer Wulf Bennert sanierte es mit hohem Einsatz und erhielt dafür 2006 den Thüringer Denkmalschutzpreis.[6][7]
- Die Dorfkirche Nimritz stammt in ihrer heutigen Form aus dem 18. Jahrhundert.[8]